# Trận Barnet
Trận Barnet là một trận đánh quyết định trong chiến tranh Hoa Hồng, một cuộc nội chiến ở Anh thế kỷ 15. Các hành động quân sự cùng với trận Tewkesbury, đã giúp vua Edward IV ngồi vững trên ngai vàng. Ngày 14 tháng 4 năm 1471, tại Barnet, một thị trấn nhỏ cách Luân Đôn không xa, đội hùng binh do Edward IV thống lĩnh đã chạm trán với quân đội nhà Lancaster, đang ủng hộ Henry VI lên ngai vàng nước Anh. Quân đội nhà Lancaster được thống lĩnh bởi Richard Neville, bá tước Warwick thứ 16, người đóng vai trò quyết định tới số phận của mỗi vị vua.